# フェミニスト経済学
フェミニスト経済学（フェミニストけいざいがく）は、経済学と経済の重要な研究であり、ジェンダーを意識した包括的な経済調査と政策分析に焦点を当てている。フェミニストの経済研究者には、学者、活動家、政策理論家、実務家がいる。 多くのフェミニスト経済研究者たちは、 ケア労働、パートナーによるDV問題など、経済学分野で無視されてきたトピックや、経済の有給部門と無給部門の差異など、ジェンダー効果及び作用の統合を通じて改善できるであろう経済理論に焦点を当てている。他のフェミニスト研究者たちは、 ジェンダーエンパワーメント指数（GEM）などの新しい形式のデータ収集と測定、および潜在能力アプローチなどのジェンダーを意識した理論に取り組んでいる。フェミニスト経済学は、「地域、国、および国境を越えたコミュニティにおける子供、女性、男性の福祉を向上させる」という目標に向かう。 

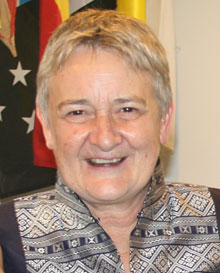
マリリン・ウォーリング 、 "If Women Counted" （1988）の著者

フェミニスト経済学は、従来の主流派経済学が社会的に構築されたものであることに着目し、その実証性と客観性に疑問を投げかける。そして従来の経済学のモデルや手法が男性性に関連付けられるテーマばかりを取り上げ、男性中心の仮定や方法に偏っていることを指摘する。従来の経済学が市場や個人の自律、抽象性、論理といった男性的な考え方に焦点を当ててきたのに対し、フェミニスト経済学は経済をより包括的に捉えようとする。家庭の経済活動など「女性の領域」とされてきた側面に光を当て、人のつながりや（抽象ではなく）具体性、感情といった見落とされがちな要素の重要性を検討していく。 
1988年、 マリリン・ウォーリングは、『新フェミニスト経済学』（If Women Counted） の中で経済成長を測定する国際基準である国民経済計算システムの画期的かつ体系的な批評を展開し、女性の無給労働と自然の価値が経済において生産的と見なされるものから除外されていることを批判した。この本はフェミニスト経済学の元祖とも見なされている。マリリン・ウォーリングをテーマにしたアンソロジーが2014年に出版された。（Counting on Marilyn Waring）

## 既存の経済学に対する批判
フェミニスト経済学者は主流派経済学のアプローチに対してさまざまな批判を展開している。フェミニストの視点から伝統的な経済学への批判を論じた先駆者であるポーラ・イングランドは、伝統的な経済学が提唱する以下のような主張に異議を唱えた。
- 個人間の効用比較は不可能であるという主張。
- 嗜好は外生的で不変であるという主張。
- 経済主体は利己的であるという主張。
- 家計主は（家庭内で）利他的に行動するという主張。

以上のような見方をフェミニスト経済学は批判する。他にもさまざまな問題が提起されている。

### 経済学に含まれる価値判断
多くのフェミニストは、経済分析における価値判断に注意を向ける。一般に経済学は実証的な科学と見なされることが多いが、その前提を問い直すのである。たとえばジェフ・シュナイダーとジーン・シャックルフォードはこう指摘する。「経済学者が何を研究対象に選ぶか、どんな問いを立てるか、どのようにデータを分析するか、それらはすべて研究者の信念体系の産物であり、そこにはイデオロギー的な要因を含む数多くの要因が影響している」。同様にダイアナ・ストラスマンは次のように述べる。「あらゆる経済統計は、その定義の基礎となるストーリーの上に成り立っている。その意味で、変数や統計の定義には必然的に物語的構造が含まれる。したがって経済研究は、どのような看板を掲げていようとも、結局は質的研究であることから逃れられないのである」

### 自由貿易の影響
主流派経済学の中心的な原則のひとつに、比較優位と専門化による効率向上によって、貿易がすべての人に利益をもたらすという考え方がある。しかし、多くのフェミニスト経済学者はこの主張に疑問を投げかける。ダイアン・エルソン、カレン・グローン、ニルファー・チャガタイらは、国際貿易においてジェンダー不平等が果たす役割、そして国際貿易がジェンダー不平等をいかに再形成するかを探究している。特定の貿易慣行から利益を得ているのは誰か、と彼女らは問いかける。
たとえばアフリカでは、輸出のために単一作物の栽培に特化したことで、多くの国の農業が価格変動や天候の変化、害虫などに対してきわめて脆弱になったことが指摘される 。専門化の弊害である。また貿易から受ける影響が、ジェンダーによって異なることも指摘されている。たとえばケニアでは作物の輸出による収入を男性が管理する一方で、女性は伝統的な家事労働をしながら輸出用の作物を生産する労働も引き受けねばならなかった。そのため自給農業から貿易のための農業への移行によって、女性の被った苦難が不釣り合いに大きかった。同様に、女性は事業主の地位につけないことが多いため、安価な労働力として使われることになり、搾取されやすい傾向がある。

### 経済市場活動外の生産的活動の除外
フェミニスト経済学は、経済発展における育児や家事労働などの非市場活動の重要性に注意を喚起する。 これは、それらの非生産的労働が「非経済的」現象として、説明されないままの新古典派経済学とはまったく対照的である。  
このような労働力を経済勘定に含めると、女性がこれらの仕事の大半を行うため、実質的なジェンダーバイアスが取り除かれる。 こうした労働が経済モデルで考慮されていない場合、女性によって行われた多くの仕事は考慮されず、文字通り労働の努力が軽んじられることになる。 

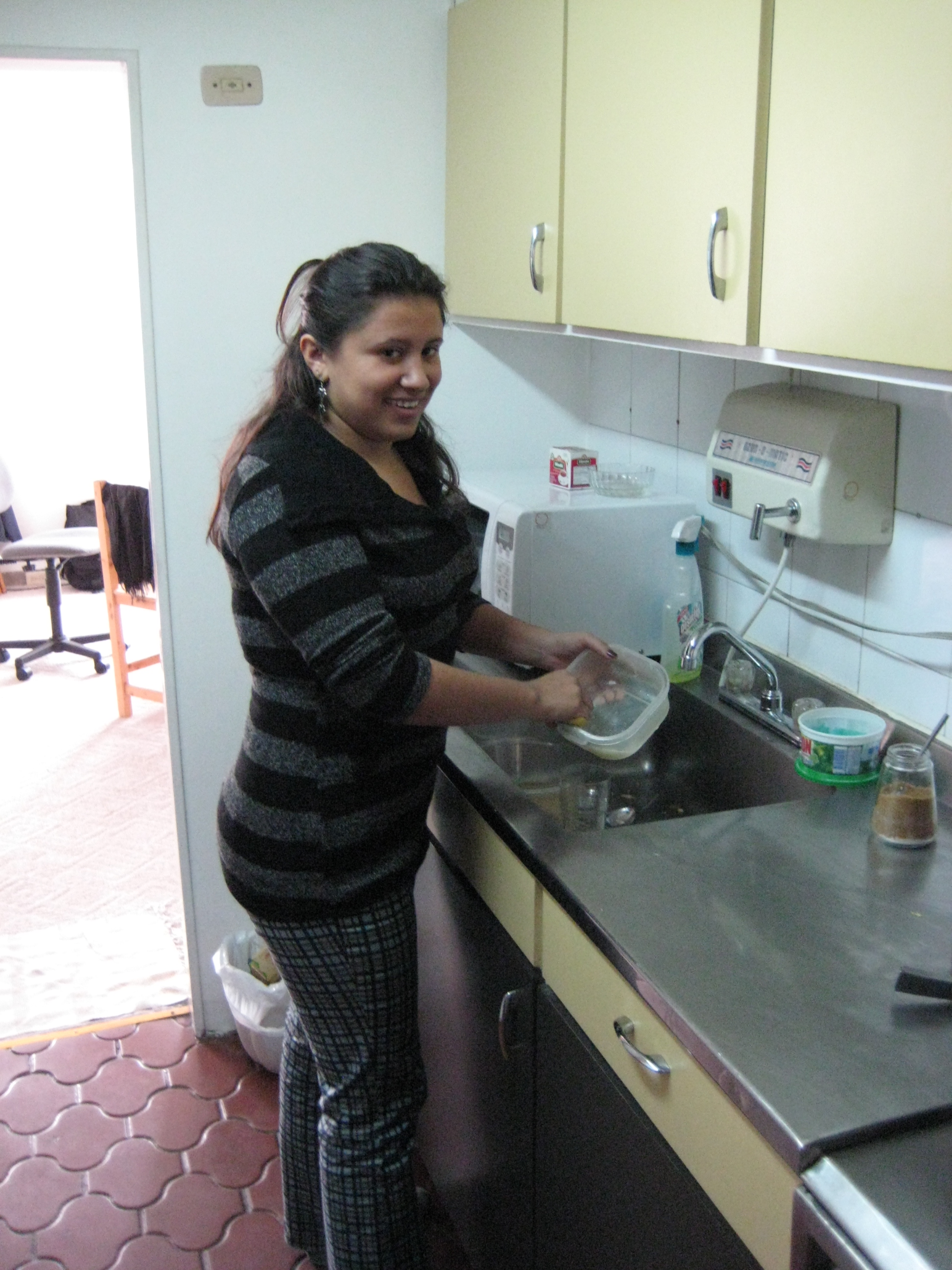
コロンビアの家庭内労働者。 近所の友人や家族が世帯と育児の責任を分担することは、伝統的な労働市場の外で行われる市場外活動の例。

### 見落とされている力関係
フェミニスト経済学はしばしば権力関係が経済内に存在すると主張し、以前は見過ごされてきた経済モデルで評価されなければならないとする。例えば、「新古典主義のテキストでは、労働は双方に利益をもたらす互恵的な交換と見なされる。雇用主に従業員に対する権力を与える傾向がある権力の不平等については言及されていない。」これらの権力関係はしばしば男性が有利であり、「職場で女性が直面する特定の困難について言及されたことは無い 。」その結果、「権力と家父長制を理解することで、男性主導の経済制度が実際にどのように機能するか、そしてなぜ女性が職場で不利になることが多いのかを分析することができる。」 
フェミニスト経済学者は、権力関係は社会固有の重要な特徴であるとして、これらの批判を社会の様々な側面について展開する。 

### ジェンダーと人種の影響
フェミニスト経済学では、経済分析においてジェンダーと人種を考慮に入れるべきであると考える。アマルティア・センは次のように述べる。「多くの社会において女性が家庭内外で体系的に劣位に置かれている状況は、経済開発分析においてジェンダーをひとつの独立した要因として取り扱う必要性を示している」。さらにセンは、同じ家庭内であっても男性と女性の経験は大きく異なるため、ジェンダーを考慮しない経済分析は誤った結果を導く可能性があると指摘する。
ジェンダーや人種、階級、カーストを明示的に考慮することで、経済モデルの精度が改善される例は多い。ジュリー・マサイはその重要性について次のように述べている。「ジェンダーや人種・民族的な差異と不平等は単に資本主義に先行して存在していただけでなく、資本主義の内部に重要な形で組み込まれてきた。すなわち私たちの資本主義経済のあらゆる側面はジェンダー化され、人種化されているのであって、これを無視する理論や実践には本質的に欠陥があると言える」。フェミニスト経済学者のエイマン・ゼイン＝エラブディンは、人種とジェンダーはいずれも従来の経済学から無視されてきたため、両者を等しく「フェミニスト的差異」として検討していくべきだと論じている。

### 「経済人」という虚構
新古典派経済学における人間モデルは、経済人（ホモ・エコノミクス）と呼ばれる。経済人は、価格以外は何も考慮しなくていいような理想的な市場を通じて互いと関わりあうため、社会からの影響を受けずに社会とやりとりをすると想定されている。つねに正確な損得勘定に基づいて意思決定をするような、きわめて合理的な行為主体としての人間像である。
しかし人間はそんなに単純なものではない、とフェミニスト経済学者は批判する。人間は欲や利己心以外にもさまざまな動機によって行動し、相互に働きかける。そのような複雑さをもった存在として経済主体を捉えるほうが、市場における人々の経験をより正確に説明できるはずだというのである。主流派経済学が個人主義や競争、利己心といった要素を強調するのに対し、たとえばナンシー・フォーブレのようなフェミニスト経済学者は、「協力」が経済において果たす役割を指摘する。
フェミニスト経済学者はまた、行為主体性がつねに同等に発揮できるわけではないことを指摘する。子どもや病気の人、高齢者など、行為主体性が制限されるケースは存在する。かれらのケアを担う人もまた、その責任を果たすために行為主体性が制限される場合がある。自分の利益だけを考える経済人のモデルでは、そうした人々の行動をうまく説明できない。
さらにフェミニスト経済学者は、新古典派経済学が金銭的報酬に焦点を当てすぎていることを批判している。「法的ルールや文化的規範が市場に影響を与え、女性にきわめて不利な状況を作りだす場合がある」とナンシー・フォーブレは指摘する。たとえば性別による職域の分離のせいで、女性の賃金が全体的に男性より低くなるなどである。フェミニスト経済学の研究は、個人が自分の意思だけに基づいて職業を自由に選択するという新古典派経済学の労働市場観とは異なる結果を示している。
制度派経済学は、経済人モデルに代わる視点を提示するためにフェミニスト経済学が用いる手法のひとつである。制度派経済学は制度や社会プロセスが経済行動の形成に果たす役割を検討し、人間の動機の複雑さや文化および権力関係の重要性に着目していく。これにより、経済人よりも包括的に経済主体を捉えることが可能になる。
ジョージ・アカロフとジャネット・イエレンによる公平さを考慮した効率賃金理論は、フェミニスト経済学的な経済主体モデルが適用された一例である。かれらの想定する行為者は超合理的でも孤立的でもなく、公平に協力して行動し、他人をうらやんだり、人間関係に関心を抱いたりする。この理論は社会学や心理学の研究に基づいており、賃金が市場原理だけで決まるものではなく、公平さの考慮によっても影響を受けることを示唆している。

### 方法論の狭さ
経済学はしばしば「希少な資源を社会がどのように管理するかを研究する学問」と見なされ、そのため数学的に研究されるべきだと考えられている。このようなアプローチが客観性を保証し、社会学や政治学といったソフトな（文系の）学問から経済学を隔てているのだと言われることもある。しかしフェミニスト経済学者は、資源の希少性にのみ着目する数学的概念化は初期科学やデカルト哲学の名残であり、経済分析をむしろ制約するものであると考える。フェミニスト経済学ではより多様なデータを収集し、広い種類の経済モデルを考慮に入れることが多い。

## フェミニスト経済学の主な関心

### 経済学の認識論
「経済学は他の科学分野と同じく、社会的に構築されたものである」とフェミニスト経済学者は指摘する。社会的に構築された経済学は、既存の社会を反映して男性的・西洋的・異性愛規範的な解釈を特権化しがちである。フェミニスト経済学者はフェミニスト理論やそのフレームワークを用いてそうした暗黙の前提を暴き、伝統的な経済学がいかに一部の人だけを参加者とみなしてその他の人を排除しているかを露わにする。そうした批判は経済学の理論、方法論、研究領域にまでおよび、これまでの経済学が偏った歴史観や社会構造、社会規範、文化的慣習、対人関係、政治的要因に深く影響されてきたことを明るみに出す。
フェミニスト経済学者が男性中心バイアスを批判するとき、前提としているのは社会的なジェンダーである。ここにおいて批判されるのは客観性、線引き、論理的一貫性、個人主義、数学、抽象化、感情の軽視など一般に「男性的」とされる価値観であって、研究者や研究対象者の性別ではない。ただし、経済学者や経済学の研究対象者が男性に偏っている現状はやはり問題とされる。

### 経済学の歴史
フェミニスト経済学者は、主流派経済学を作り上げてきた人々の属性の偏りに着目し、それらの人々がおもにヨーロッパ系の異性愛者で中産階級・上層中産階級の男性ばかりであったことを指摘する。そのため人々の多様性が見落とされ、とりわけ女性や子ども、非伝統的な家族で暮らす人々の生活経験が抑圧されてきたとする。
さらに、経済学がその歴史的成り立ちから女性を排除する形で作り上げられてきたことも問題視されている。ミシェル・ピュジョル（Michèle Pujol）は女性に関する5つの前提が経済学の構築過程に組み込まれており、現在に至るまで女性を異質なものとして排除する機能を果たしていると指摘する。その前提とは以下の5つである。
- すべての女性は結婚して子どもを持つ。
- すべての女性は男性の親族に経済的に依存している。
- すべての女性は、その生殖能力ゆえに主婦になるべきだ。
- 女性は産業労働において生産的ではない。
- 女性は非合理的で、経済主体として不適格であり、適切な経済的判断ができない。

フェミニスト経済学はまた、初期の経済思想家たちがジェンダーや女性の問題とどのように関わっていたか（関わり損ねていたか）についても分析している。たとえばイーディス・カイパー（Edith Kuiper）は、アダム・スミスが女性の役割に関する18世紀のフェミニスト的言説といかに関わっていたかを論じている。カイパーによると、スミスは女性の問題については概して現状維持の立場をとり、「家庭内における労働の分業や、女性の経済的仕事における貢献を見落としていた」。そうした知識の穴を埋め、スミスと同時代の女性がどのような暮らしをしていたかを伝える資料として、カイパーは18世紀の著述家メアリ・コリア（Mary Collier）の『女性の労働（The Woman’s Labour）』（1739年）などの著作を紹介している。

## フェミニスト経済学者
- マリリン・ウォーリング
- Ester Boserup（英語版）
- Marianne Ferber（英語版）
- Julie A. Nelson（英語版）
- Nancy Folbre（英語版）
- Diane Elson（英語版）
- Barbara Bergmann（英語版）
- Ailsa McKay（英語版）

## 関連文献
- マリリン・ウォーリング 著、篠塚英子 訳『新フェミニスト経済学』東洋経済新報社、1994年。ISBN 9784492312094。
- 長田華子、金井郁、古沢希代子 編『フェミニスト経済学 経済社会をジェンダーでとらえる』有斐閣、2023年。ISBN 9784641166202。
- 原伸子『ジェンダーの政治経済学 福祉国家・市場・家族』有斐閣、2016年。ISBN 9784641174016。
- 柏崎智子 (2024年3月28日). “「フェミニスト経済学」って何だ? 教科書の執筆者に聞いた 女性の「無償労働」無視する主流派を問い直す”. 東京新聞. 2024年10月22日閲覧。
- 上野千鶴子『家父長制と資本制: マルクス主義フェミニズムの地平』岩波書店、2009年。ISBN 9784006002169。
- 久場嬉子 編『経済学とジェンダー』明石書店、2002年。ISBN 9784750315546。
- カトリーン・マルサル 著、高橋璃子 訳『アダム・スミスの夕食を作ったのは誰か? これからの経済と女性の話』河出書房新社、2021年。ISBN 9784309300160。
- チョン・アウン 著、生田美保 訳『主婦である私がマルクスの「資本論」を読んだら　15冊から読み解く家事労働と資本主義の過去・現在・未来』DU BOOKS、2023年。ISBN 9784866471891。